# Malvin Kamara
Malvin Ginah Kamara (ur. 17 listopada 1983 w Londynie) – piłkarz występujący na pozycji obrońcy, reprezentant Sierra Leone.

## Kariera
Swoją karierę rozpoczął w sezonie 2002/2003 w Wimbledonie, występującym w Division One. Zadebiutował w tych rozgrywkach 21 kwietnia 2003 w wygranym 2:0 meczu z Preston North End, a 6 kwietnia 2004 w przegranym 1:2 spotkaniu z Sunderlandem zdobył swoją pierwszą bramkę w Division One. W sezonie 2003/2004 spadł z klubem do League One, a po jego przekształceniu, rozpoczął grę w Milton Keynes Dons.
Po zakończeniu sezonu 2005/2006 przeniósł się do drużyny Championship – Cardiff City. W styczniu 2007 wrócił jednak do League One, podpisując kontakt z Huddersfield Town. W 2008, od września do października był wypożyczony do Grimsby Town (League Two). Po sezonie 2008/2009 odszedł z Huddersfield. Następnie kontynuował karierę w klubach z poziomu Conference oraz w drużynach nieligowych. Karierę zakończył w 2017.
W reprezentacji Sierra Leone wystąpił jeden raz, 3 czerwca 2007 w przegranym 0:1 meczu el. do PNA 2008 z Togo.